# Asangwald
Asangwald är en skog i Österrike.   Den ligger i förbundslandet Niederösterreich, i den nordöstra delen av landet, 120 kilometer nordväst om huvudstaden Wien.
I omgivningarna runt Asangwald växer i huvudsak blandskog. Runt Asangwald är det ganska glesbefolkat, med 48 invånare per kvadratkilometer.